# Сказ про то, как царь Пётр арапа женил
«Сказ про то, как царь Пётр ара́па жени́л» — советский художественный фильм-мелодрама, поставленный на Московской ордена Ленина киностудии «Мосфильм» в 1976 году режиссёром Александром Миттой по мотивам неоконченного произведения А. С. Пушкина «Арап Петра Великого».
Премьера фильма состоялась 6 декабря 1976 года. 

## Сюжет
Однажды Петру I был подарен маленький арап — «сын чернокожего царя». Однако при дворе он жил не рабом, а воспитанником: царь стал его крёстным, дав имя — Ибрагим Петрович Ганнибал.
Смышлёный мальчуган, быстро изучив науки на своей новой родине, был отправлен во Францию для получения более глубоких знаний и изысканных манер. Там, прославившись не только как подающий надежды молодой учёный, да ещё из «варварской России», но и как воин, раненый в бою с испанцами и награждённый герцогом Орлеанским за героизм, он стал известным при дворе человеком и вызывал интерес у дам. В итоге любовница Ганнибала, замужняя дама, родила чёрного ребёнка, имели место скандал, дуэль с обманутым мужем и его убийство, высылка в Россию.
Вернувшись из Парижа, на одном из балов арап влюбился в дочь боярина Гаврилы Ртищева — Наталью, которая побаивалась этого чёрного человека. Пётр решил женить своего крестника на Наташе, желая при этом привязать духовно Ибрагима к русской земле. Арап, предполагая, что он не нравится Наталье и даже вызывает у неё страх, отказывался взять её в жёны. Непокорность воле царя изменила отношение Петра к арапу, поэтому царь запретил Ибрагиму показываться ему на глаза.
Со временем Наталья поняла, что любит этого странного, но замечательного человека, и сама пришла к нему после того, как Ибрагим из благородства пытался устроить её свадьбу со своим соперником Михаилом Говоровым (пользовавшимся, по мнению Ганнибала, благосклонностью Натальи).
Они попросили прощения у царя, однако даже в этот момент Ибрагим пытался доказать Петру правильность своих убеждений, но тот прервал его словами: «Молчи, молчи, а то опять поссоримся».

## В ролях
- Владимир Высоцкий — Ибрагим Ганнибал
- Алексей Петренко — царь Пётр
- Ртищевы:
  - Иван Рыжов — Гаврило Афанасьевич Ртищев
  - Ирина Мазуркевич — Наташа Ртищева
  - Михаил Кокшенов — Сергунька Ртищев
  - Женя Митта — Ванечка Ртищев
- Семён Морозов — Мишка Говоров
- Валерий Золотухин — Филька
- Михаил Глузский — шут Балакирев
- Олег Табаков — П. И. Ягужинский

## В эпизодах
- Александр Барушной — дипломат
- Владимир Кашпур — кораблестроитель Иоста
- Василий Корнуков — хозяин пушечного дела
- Юрий Комаров — граф де Кавеньяк
- Валентина Клягина — сенная девка в доме Ртищевых
- В. Махов — придворный
- Владимир Меньшов — А. Д. Меншиков
- Юрий Мартынов — офицер
- Т. Непомнящая — дама на балу
- Яков Клебанов — Пётр Шафиров
- Анатолий Обухов — Никишка Маслаков
- Ирина Печерникова — графиня Луиза де Кавеньяк
- Александр Пятков — Иван
- Клара Румянова — жена Гаврилы Ртищева
- Елена Рубцова — бабушка Наташи
- Николай Сергеев — Афанасий Ртищев
- Андрей Файт — аббат
- Станислав Чекан — маршал
- Людмила Чурсина — императрица Екатерина I
- Александр Граве — авторский текст

## Съёмочная группа
- Авторы сценария — Юлий Дунский, Валерий Фрид, Александр Митта
- Режиссёр-постановщик — Александр Митта
- Оператор-постановщик — Валерий Шувалов
- Художники-постановщики — Игорь Лемешев, Георгий Кошелев
- Композитор — Альфред Шнитке
- Режиссёр — М. Колдобская
- Текст песни — Роман Сеф
- Песню исполнял — Олег Анофриев
- Художник по костюмам — Надежда Бузина
- Художники-гримёры — П. Кузьмина, М. Подсухская
- Балетмейстер — Юрий Шерлинг

## Высоцкий в фильме
По воспоминаниям В. Фрида, Высоцкий был очень рад возможности сыграть роль «интеллигентного человека в неинтеллигентном мире». Он страстно включился в работу и не только как актёр. Прошло всего несколько дней и Владимир Семёнович принёс две песни для фильма: «Разбойничья» и «Купола».

Но когда фильм монтировали, стало ясно, что эти песни «задают высоту, до которой картина уже не могла дотянуться». И поэтому, хотя уже было определено, в каких эпизодах будут звучать эти песни, Александр Митта решил от них отказаться.
Во время съёмок Высоцкий жил в гостинице «Юрмала» на центральной улице Йомас, где кипела курортная жизнь. Номера для съёмочной группы из фонда Юрмальского горкома Компартии Латвии предоставил его первый секретарь Карлис Лицис. Добился этого администратор картины Юлий Круминьш, он же отвечал за производственный процесс и, чтобы артист не мучался от похмелья, выдавал ему кефир, в который предварительно добавляли немного водки.

## Факты
- Ибрагим Ганнибал никогда не был женат на русской девушке. В 1731 году он женился на гречанке Евдокии Андреевне Диопер, а в 1736 году — на Христине Шеберг.
- В фильме упоминается появление в России Готторпского глобуса.
- Первая версия фильма, смонтированная режиссёром Александром Миттой, была двухсерийной. Однако по настоянию руководства Госкино режиссёр был вынужден перемонтировать и сильно сократить фильм, вернувшись к заранее утверждённому односерийному варианту[источник не указан 4500 дней].
- Изначально фильм планировалось назвать «Арап Петра Великого», но это название было отклонено худсоветом. Высоцкого эта перемена обидела. Он с горькой иронией говорил потом, что брали его на заглавную роль, а в итоге он оказался «после царя и запятой»[3]. Со слов самого Высоцкого, «какой-то умный человек в Худсовете решил что, мол, так будет про царя — а то было про арапа».

## Оценки фильма
- Михаил Шолохов с подачи С. Семанова 14 марта 1976 года направил письмо[4] Л. И. Брежневу, резко отрицательно оценив фильм, «в котором открыто унижается достоинство русской нации, оплевываются прогрессивные начинания Петра I, осмеиваются русская история и наш народ… ведёт атаку на русскую культуру мировой сионизм, как зарубежный, так и внутренний»[5].
- Иного рода критический отзыв на фильм оставил Александр Галич: «…По идее картина вроде бы на сюжет Пушкина… но это картина по Алексею Толстому… И вся беда в том, что Алексей Толстой, человек необыкновенно талантливый, когда работал над романом „Пётр I“, прибегнул к откровенной литературной игре и стилизации. И этот фильм, который как бы повторяет… „Петра I“… — стилизация стилизации…»[6].